# Stenandrium thomense
Stenandrium thomense är en akantusväxtart som först beskrevs av Milne-redh., och fick sitt nu gällande namn av K. Vollesen. Stenandrium thomense ingår i släktet Stenandrium och familjen akantusväxter. Inga underarter finns listade i Catalogue of Life.